# Peugeot Type 36
Pour les articles homonymes, voir Type 36.
La Peugeot Type 36 est un modèle d'automobile Peugeot de 1901 de l'époque du fondateur de la marque Armand Peugeot.

## Historique
La Peugeot Type 36 s'affranchit des modèles précédents conçus à base de fiacres motorisés. Le moteur passe à l'avant sous un capot « alligator ». Les carrosseries sont fabriquées à l'unité à la demande moyennant un temps d'attente de 10 mois.
En 1900, la France est le premier producteur d'automobile du monde avec 4 800 voitures, contre 4 000 aux États-Unis, 800 en Allemagne et 175 en Angleterre. Peugeot seul en produit alors 500.

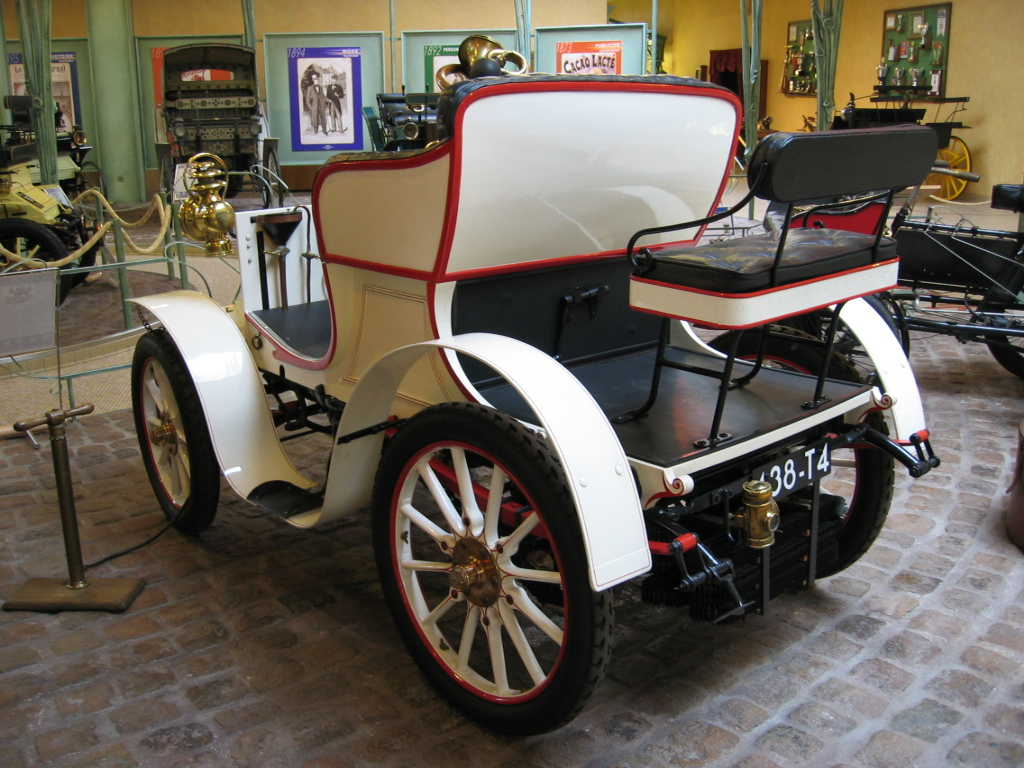
Peugeot Type 36 de 1901.